# 桃園市立福豐國民中學
桃園市立福豐國民中學（英文：Taoyuan Municipal Fu-Fong Junior High School），簡稱福豐國中，位於台灣桃園市桃園區延平路326號，於1998年成立。

## 校園歷史

### 歷史沿革
- 1995年：3月1日於建國國中辦公室成立桃園縣立福豐國民中學籌備處。
- 1998年：7月成立桃園縣立福豐國民中學，正式招收第一屆國一新生11班。
- 2013年：8月1日奉桃園縣政府教育局指定成立桃園縣資優教育中心。
- 2014年：12月25日，因應桃園縣升格改制為直轄市，更名為桃園市立福豐國民中學。
- 2015年：奉准增設國樂班及數理資優班。
- 2016年：奉准增設英語資優班。

### 歷任校長
| 任期 | 姓名       | 任職日期  | 離職日期  | 備註                                                                    |
| ---- | ---------- | --------- | --------- | ----------------------------------------------------------------------- |
| 1    | 鄭勝期先生 | 1998年8月 | 2004年7月 | 原桃園縣立文昌國民中學校長轉任，屆齡退休。                              |
| 2    | 鍾禮章先生 | 2004年8月 | 2010年7月 | 原桃園縣立八德國民中學校長轉任，調任桃園縣立東興國民中學。              |
| 3    | 易正珍女士 | 2010年8月 | 2014年7月 | 原桃園縣立迴龍國民中小學校長轉任，任滿退休。                            |
| 4    | 宋慶瑋先生 | 2014年8月 | 2018年2月 | 原桃園縣立文昌國民中學校長轉任；2018年8月調任桃園市立陽明高級中等學校。 |
| 代理 | 余儘卿女士 | 2018年2月 | 2018年7月 | 桃園市政府教育局候用校長代理，調升桃園市立平南國民中學。                |
| 5    | 張秋銘先生 | 2018年8月 | 2022年2月 | 原桃園市立青溪國民中學校長轉任，屆齡退休                                |
| 代理 | 劉美君女士 | 2022年2月 | 2022年7月 | 桃園市政府教育局督學代理，曾任桃園市立楊心國民小學代理校長。            |
| 6    | 陳寶慧女士 | 2022年8月 | 現任      | 原桃園市立桃園國民中學校長轉任。                                        |

## 學區
- 桃園區：大林里、大樹里、大豐里、雲林里、建國里（第3、5－7、9－11、13－15、23鄰）、福林里（第2、3、19【以建新街為界，建新街單號】、26、27鄰）。
- 八德區：大仁里（全里）【為福豐國中、新北市鳳鳴國中共同學區】、大明里（全里）【為福豐國中、新北市鳳鳴國中共同學區】、大強里（第1－2、27鄰）、大湳里（第17、26鄰）【為福豐國中、大成國中共同學區】

## 校園建築
- A區教學區（含行政部門）
- B區走廊（含圖書館）
- C區教學區（含行政部門）
- 福豐樓（俗稱樂活館）
- 學生活動中心（俗稱風雨教室、風雨操場）

## 學校週邊
- 建德國小
- 建國國小
- 建國國中
- 建新公園
- 延平公園
- 福豐公園
- 建國公園
- 桃鶯公園
- 陽明公園
- 桃園市婦女館
- 桃園車站
- 桃園郵局快捷股

## 外部連結
- 桃園市立福豐國民中學 （页面存档备份，存于）
- 夏天吹冷氣 福豐國中1人公道價8100」元 （页面存档备份，存于）
- 勉勵球員 桃市家長會長協會桃園區總會長捐36套服裝 （页面存档备份，存于）
- 〈北部〉福豐國中，溫馨小站代管便當 （页面存档备份，存于）
- <福豐國中刺青老師慘遭官場霸凌勸說離職>

1. ↑  林俊宏. . 鏡週刊.   [2017-01-02]. （原始内容存档于2019-01-04）.